# Mihlali Mayambela
Mihlali Mayambela, född 25 augusti 1996 i Kapstaden, är en sydafrikansk fotbollsspelare som spelar för Bnei Yehuda, på lån från Farense. Mihlali Mayambela har en äldre bror som tidigare spelat för Djurgårdens IF, Mark Mayambela.  

## Karriär
Säsongen 2017 lånades Mayambela ut till Degerfors IF. I februari 2018 lånades Mayambela ut till IK Brage. I juli 2018 lånades han ut till portugisiska SC Farense på ett låneavtal fram till 1 juni 2019. I juni 2019 utnyttjade Farense en köpoption i låneavtalet och värvade Mayambela.
I januari 2020 lånades Mayambela ut till israeliska Bnei Yehuda på ett låneavtal över resten av säsongen 2019/2020.